# Niko Eeckhout
Niko Eeckhout (Izegem, 16 december 1970) is een Belgisch voormalig profwielrenner.
Mede door een sterke sprint won hij in 21 jaar als profwielrenner meerdere kleinere koersen en aantal middelgrote wedstrijden, waaronder het Belgisch kampioen wielrennen (2006), Dwars door Vlaanderen (2x), de Ronde van Midden-Zeeland (2x), de GP Rik van Steenbergen (4x) en de Ster van Bessèges (2001).

## Carrière
Eeckhout begon zijn carrière in 1993 bij het bescheiden Collstrop. In zijn eerste profjaren boekte hij al enkele mooie overwinningen zoals het Kampioenschap van Vlaanderen Koolskamp (1996,1999) of de Omloop Mandel-Leie-Schelde (1995). In 1997 en 1998 reed hij voor Lotto, daarna maakte hij de overstap naar Palmans. Ondanks zijn regelmatige overwinningen bleek Niko Eeckhout een laatbloeier, want pas bij zijn tweede overgang naar Lotto, in 2001, werd hij pas echt succesvol. Dat jaar behaalde hij elf overwinningen, waaronder Dwars door Vlaanderen en de GP van Steenbergen.
Dat succesvolle ritme kon hij echter niet aanhouden, en eind 2004 was er geen plaats meer voor hem bij Lotto. Hij kon terecht bij het kleinere Chocolade Jacques, waar hij als kopman zijn tweede jeugd zou vinden. Het volgende seizoen won hij onder andere opnieuw Dwars door Vlaanderen, de GP van Isbergues en een rit in de Driedaagse van De Panne-Koksijde.
Het jaar erop ging hij op zijn elan door. Hij zette het jaar goed in met rit- en eindwinst in de Driedaagse van West-Vlaanderen. Maar in juni 2006 behaalde hij zijn grootste zege tot dan toe: op de omloop in Antwerpen werd hij Belgisch kampioen wielrennen voor Philippe Gilbert en Tom Boonen.
Met de Belgische Kampioenentrui om de lenden werd hij later dat jaar voor de vierde keer in zijn carrière Vlaams kampioen in Koolskamp. Daarnaast won hij dat seizoen onder meer de Memorial Rik van Steenbergen en een rit in de Franco-Belge.
Hij werd op het einde van het seizoen winnaar van de UCI Europe Tour, het regelmatigheidsklassement voor niet-Pro Tour renners.
Ook de volgende twee jaar was hij, ondanks zijn gevorderde leeftijd, nog steeds succesvol. Hij won onder meer voor de derde keer de Omloop van het Waasland en liet zich opmerken in koersen zoals Parijs-Roubaix. Bij de ploeg Topsport-Vlaanderen was hij een mentor voor jonge renners zoals Kenny Dehaes.
In september 2008 werd door de ploegleiding van Topsport Vlaanderen bekendgemaakt dat er in het seizoen 2009 geen plaats meer was voor Eeckhout, wegens een verjongingspolitiek van het team. Eeckhout ging vervolgens aan de slag bij AN Post-Sean Kelly, waar hij nog vier seizoenen voor reed en nog twintig overwinningen voor behaalde, om vervolgens zijn carrière als renner te beëindigen en als ploegleider voor deze ploeg aan het werk te gaan.
Anno 2017 rijdt Eeckhout nog steeds wedstrijden bij de Masters en de Elite zonder Contract, maar is hij niet langer aangesloten bij een club.

## Palmares
1992
Kattekoers
1993
Omloop Wase Scheldeboorden
Omloop van het Meetjesland
Omloop der Vlaamse Ardennen Ichtegem
2e en 3e etappe Ronde van Poitou-Charentes
1995
Omloop Mandel-Leie-Schelde
1996
Kampioenschap van Vlaanderen
Zellik-Galmaarden
GP de Lillers
1997
GP de Lillers
1998
Kampioenschap van Vlaanderen
1999
Gullegem Koerse
2000
Kampioenschap van Vlaanderen
GP Rudy Dhaenens
Omloop van het Houtland
2001
Dwars door Vlaanderen
GP Rik Van Steenbergen
1e etappe Ster van Bessèges
Eindklassement Ster van Bessèges
Ronde van Midden-Zeeland
GP Jef Scherens
3e etappe Circuit Franco-Belge
2e etappe Ronde van Denemarken
2003
Memorial Rik Van Steenbergen
1e etappe Ronde van het Waalse Gewest
2004
Delta Profronde
4e etappe Ster Elektrotoer
2005
Dwars door Vlaanderen
2e etappe Driedaagse van De Panne-Koksijde
GP Isbergues
1e etappe Circuit Franco-Belge
Omloop van de Vlaamse Scheldeboorden
2006
 Eindklassement UCI Europe Tour
 Belgisch kampioen op de weg, Elite
3e etappe Driedaagse van West-Vlaanderen
Eindklassement Driedaagse van West-Vlaanderen
Memorial Rik Van Steenbergen
Kampioenschap van Vlaanderen
3e etappe Circuit Franco-Belge
 Omloop van het Waasland
2007
 Omloop van het Waasland
2008
 Omloop van het Waasland
2009
4e en 5e etappe Ronde van Extremadura
1e etappe An Post Rás
GP Stad Zottegem
Memorial Rik Van Steenbergen
GP Briek Schotte
2010
5e etappe Ster van Bessèges
3e etappe Ronde de l'Oise
2011
2e etappe Driedaagse van West-Vlaanderen
GP Dr. Eugeen Roggeman – Stekene
Trofee Maarten Wynants
2012
Omloop der Kempen
Schaal Sels

## Resultaten in voornaamste wedstrijden
| Jaar | Ronde van Italië | Ronde van Frankrijk | Ronde van Spanje |
| ---- | ---------------- | ------------------- | ---------------- |
| 1994 |                  |                     |                  |
| 1996 |                  |                     |                  |
| 1997 |                  |                     |                  |
| 1999 |                  |                     |                  |
| 2000 |                  |                     |                  |
| 2001 | opgave           |                     |                  |
| 2002 |                  |                     |                  |
| 2003 |                  |                     |                  |
| 2004 |                  |                     |                  |
| 2005 |                  |                     |                  |
| 2006 |                  |                     |                  |
| 2007 |                  |                     |                  |
| 2008 |                  |                     |                  |
| 2009 |                  |                     |                  |
| 2011 |                  |                     |                  |
| 2012 |                  |                     |                  |
| 2013 |                  |                     |                  |

| Jaar | Gent-Wevelgem | Ronde van Vlaanderen | Parijs-Roubaix | Parijs-Brussel | Dwars door Vlaanderen | Kuurne-Brussel-Kuurne |
| ---- | ------------- | -------------------- | -------------- | -------------- | --------------------- | --------------------- |
| 1994 |               |                      |                |                |                       | 4e                    |
| 1996 |               |                      |                | 10e            |                       |                       |
| 1997 | 88e           |                      | 62e            |                |                       | 6e                    |
| 1999 | 38e           |                      |                |                |                       |                       |
| 2000 | 13e           |                      |                | 5e             |                       |                       |
| 2001 | 6e            |                      |                | Zilver         | Goud                  |                       |
| 2002 |               |                      |                | 11e            | 6e                    | 17e                   |
| 2003 | 17e           |                      |                | 24e            |                       |                       |
| 2004 | 49e           |                      |                | 10e            | 6e                    |                       |
| 2005 |               |                      |                | 4e             | Goud                  | 4e                    |
| 2006 | 72e           | 48e                  |                |                | 4e                    | 4e                    |
| 2007 | 98e           |                      | 32e            | 162e           | Zilver                |                       |
| 2008 | 176e          |                      | 39e            |                | Brons                 |                       |
| 2009 |               |                      |                |                | Zilver                |                       |
| 2011 |               |                      |                |                | 69e                   |                       |
| 2012 |               |                      |                |                |                       | 120e                  |
| 2013 |               |                      |                |                | 58e                   |                       |

## Ploegen
- 1992 - Collstrop
- 1993 - Collstrop
- 1994 - Varta
- 1995 - Collstrop
- 1996 - Collstrop
- 1997 - Lotto-Mobistar
- 1998 - Lotto-Mobistar
- 1999 - Palmans-Ideal
- 2000 - Palmans-Ideal
- 2001 - Lotto-Adecco
- 2002 - Lotto-Adecco
- 2003 - Lotto-Domo
- 2004 - Lotto-Domo
- 2005 - Chocolade Jacques-T Interim
- 2006 - Chocolade Jacques-Topsport Vlaanderen
- 2007 - Chocolade Jacques-Topsport Vlaanderen
- 2008 - Chocolade Jacques-Topsport Vlaanderen
- 2009 - AN-Post Sean Kelly
- 2010 - AN-Post Sean Kelly
- 2011 - AN-Post Sean Kelly
- 2012 - AN-Post Sean Kelly
- 2013 - AN Post-Chainreaction